# Berlevågs kommun
Berlevågs kommun (norska: Berlevåg kommune, nordsamiska: Bearalvági gielda) är en kommun i Finnmark fylke i norra Norge. Kommunens centralort är tätorten Berlevåg. Andra orter i kommunen är Kongsfjord, Veidnes, Gulgofjorden och Store Molvik.

## Historik
Berlevågs kommun bröts ut ur Tana kommun 1913. I samband med att de tyska trupperna under det andra världskriget retirerade under perioden september 1944-februari 1945 tvångsevakuerades befolkningen och all bebyggelse brändes ner.

## Kommunikationer
Tätorten Berlevåg trafikeras av Hurtigruten. Havet ligger hårt på orten, och före 1975 fick hurtigrutbåtarna ankra upp på öppet hav och gods och passagerare lastas över i en mindre båt för att ta sig in till land. År 1975 blev nya vågbrytare färdigställda och därefter lägger fartygen till vid kaj.
Det finns bara en landsväg till Berlevåg, fylkesväg 890, denna är ofta ofarbar vintertid.
Strax väster om tätorten ligger Berlevågs flygplats, som har dagliga förbindelser med bland annat Tromsø.

## Kultur
I tätorten Berlevåg ligger Berlevåg havnemuseum.
Filmen Häftig och begeistrad (2001) handlar om en manskör från Berlevåg. Filmen fick pris som bästa film i den Norska Filmfestivalen.
Handlingen i Karen Blixens bok Babettes gästabud tilldrar sig i Berlevåg.

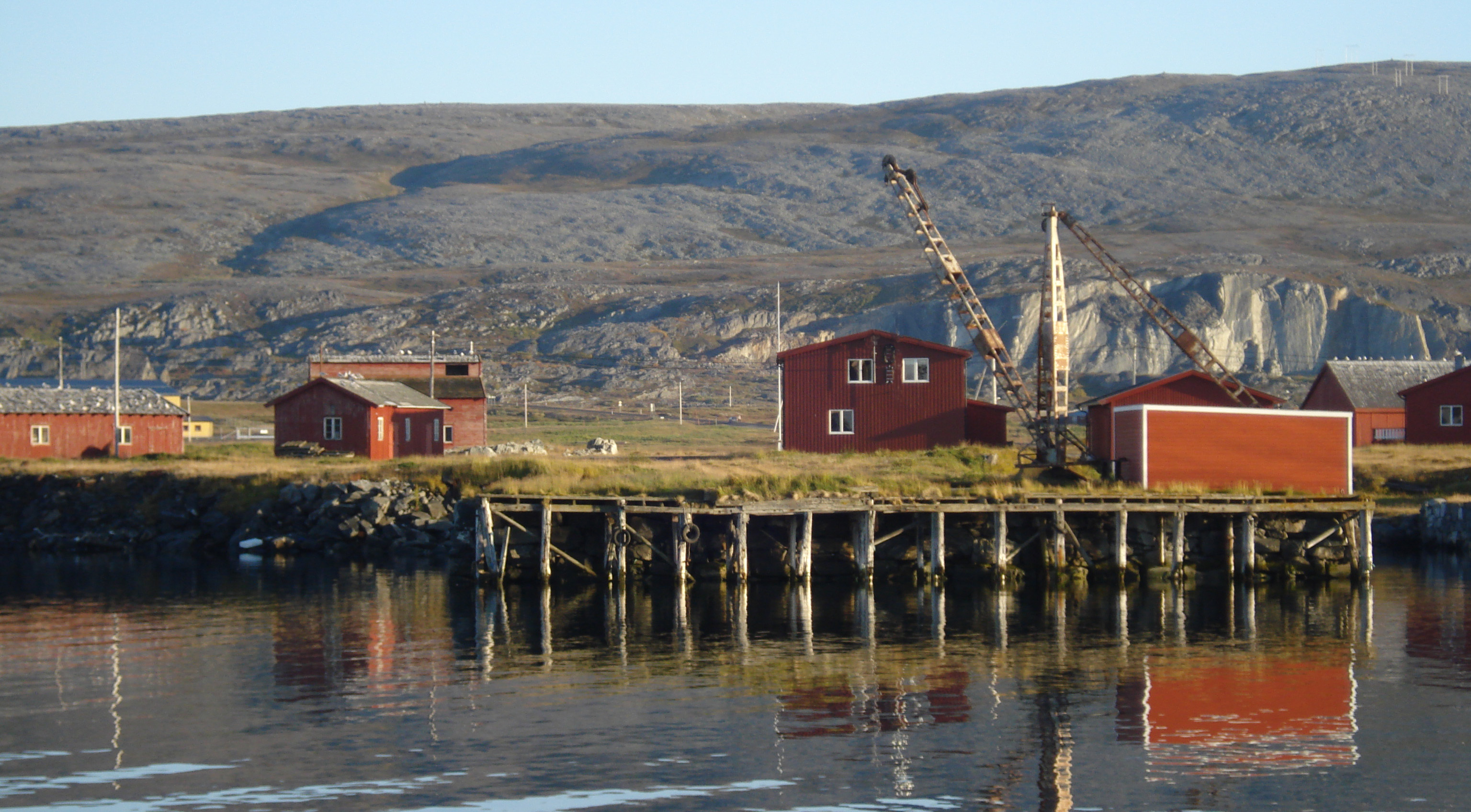
Berlevåg havnemuseum.

## Tätorter
I Berlevågs kommun finns en tätort:
- Berlevåg (centralort)

## Socknar
Inom Norska kyrkan motsvaras Berlevågs kommun av Berlevågs socken i Varangers prosteri i Nord-Hålogalands stift.

## Externa länkar

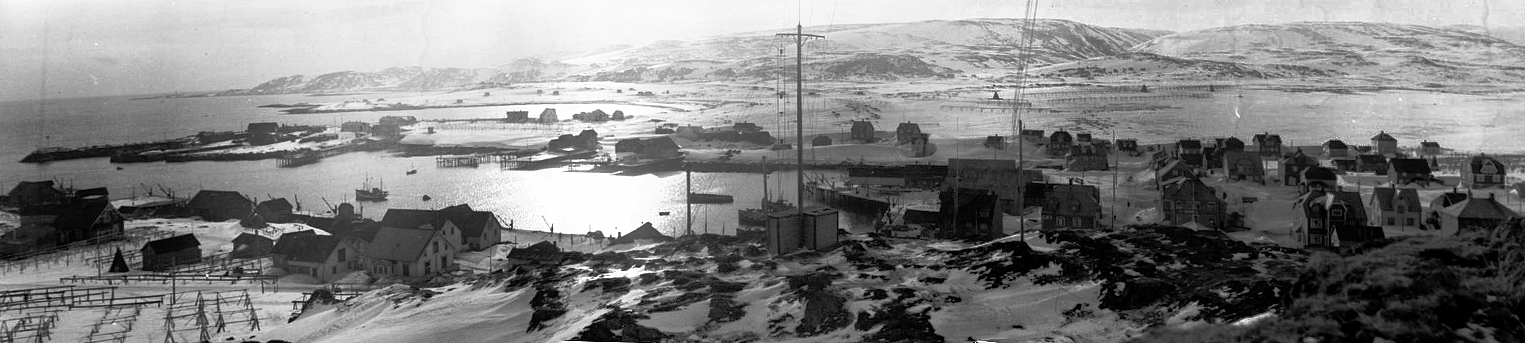
Berlevåg under andra världskriget, innan tyskarna brände ned staden 1944.

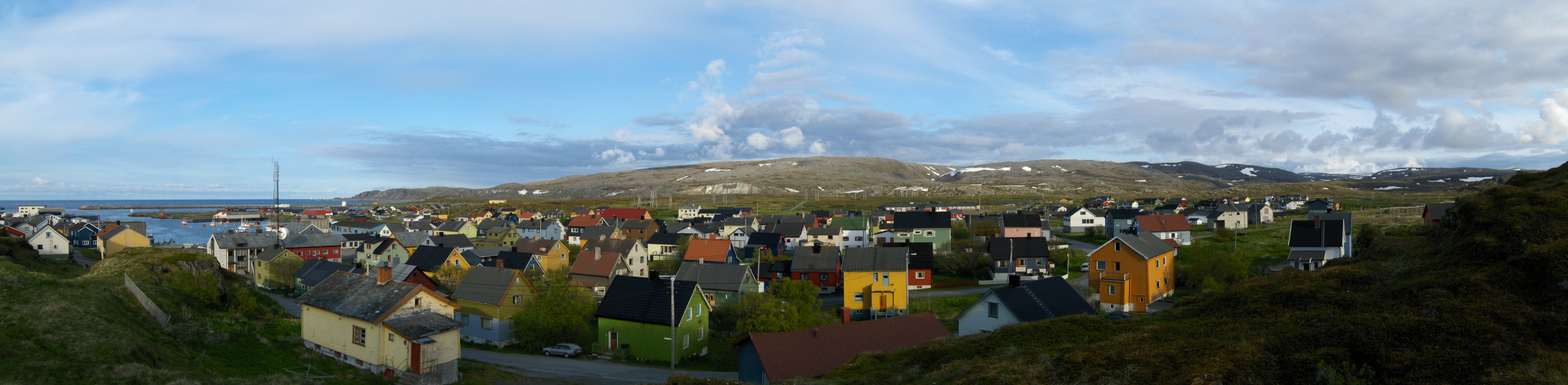
Berlevåg 2007.